# Heptabarbital
Heptabarbital – organiczny związek chemiczny, należący do grupy barbituranów, stosowany jako środek o działaniu nasennym w latach 50. XX wieku.